# 普魯士的索菲·多蘿西亞公主
索菲·多蘿西亞（德語：Sophie Dorothea Marie von Preußen，1719年1月25日—1765年11月13日），布蘭登堡-施韋特藩侯夫人，腓特烈大帝的妹妹。

## 家庭
1734年，索菲·多蘿西亞與布蘭登堡-施韋特藩侯腓特烈·威廉結婚，兩人共有2子3女：
- 弗蕾德里克（1736年—1798年），符騰堡公爵夫人
- 安娜·伊莉莎白·路易絲（英语：Princess Anna Elisabeth Louise of Brandenburg-Schwedt）（1738年—1820年）
- 格奧爾格·菲利普（1741年—1742年），夭折
- 菲律賓（英语：Margravine Philippine of Brandenburg-Schwedt）（1745年—1800年），黑森-卡塞爾伯爵夫人
- 格奧爾格·腓特烈·威廉（1749年—1751年），夭折